# Chamanthedon hilariformis
Chamanthedon hilariformis is een vlinder uit de familie wespvlinders (Sesiidae), onderfamilie Sesiinae.
Chamanthedon hilariformis is voor het eerst wetenschappelijk beschreven door Walker in 1856. De soort komt voor in het Afrotropisch gebied.